# داغیان تپه کوچک
داغیان تپه کوچک مربوط به هزاره اول پیش از میلاد است و در ۲۲ کیلومتری غرب شهر قوچان واقع شده و این اثر در تاریخ ۲۳ فروردین ۱۳۴۶ با شمارهٔ ثبت ۶۹۲ به‌عنوان یکی از آثار ملی ایران به ثبت رسیده است.